# Tipula diacanthophora
Tipula diacanthophora är en tvåvingeart som beskrevs av Alexander 1945. Tipula diacanthophora ingår i släktet Tipula och familjen storharkrankar. Inga underarter finns listade i Catalogue of Life.